# راوية عبد العظيم
راوية عبد العظيم، (16 مايو 1949 - 20 مايو 2021) هي ناشرة مصرية

## حياتها
من مواليد 16 مايو 1949، أسست دار سينا للنشر ذائعة الصيت، التي نشرت خلال التسعينات كتبا وروايات أحدثت ضجة كبيرة في الوطن العربي كما أنها ساهمت في تأسيس دار العصور الجديدة للنشر والتوزيع.
ولدت في محافظة الجيزة، وتخرجت سنة 1977 من كلية التجارة بجامعة عين شمس عن عمر يناهز 28 سنة، ارتبط اسمها بحركة النشر والأدب في مصر خلال العقود الأخيرة من القرن العشرين، وبدأت نشاطها الأدبي في أوائل السبعينات وشاركت بفعالية في الحركة الوطنية الديمقراطية، التي كانت طليعية في تلك الفترة.
تكونت راوية عبد العظيم في مناخ مليء بالضغوط، حيث عاش الكتّاب والأدباء المصريون ظروفًا قاسية من النشر والمنع والقمع والمطاردة والسجون والمعتقلات، ونتيجة لهذه الظروف، اضطر العديد منهم إلى نشر مؤلفاتهم في عواصم عربية أخرى مثل دمشق، بيروت، وبغداد. وفي هذا السياق، نشر يحيى الطاهر عبدالله “الدف والصندوق” في العراق عام 1974، وجمال الغيطاني “الزيني بركات” في دمشق في نفس العام، وأمل دنقل ديوانه “البكاء بين يدي زرقاء اليمامة” في بيروت عام 1969.

## أزمة النشر
في الثمانينات من القرن العشرين، كانت المعركة الكبرى موجهة ضد الفكر الظلامي الذي تغلغل في مختلف طبقات المجتمع المصري، وخاصة في المؤسسات التعليمية التي اختارت نصوصاً دينية وفسرتها تفسيرات مغرضة. نتيجة لذلك، نشطت دور النشر الخاصة والمستقلة في نشر كتب تناقش الحالة الدينية المتطرفة في مصر.
من بين هذه الدور، كانت دار الفكر للدراسات والنشر بارزة، حيث نشرت الطبعة الثالثة من كتاب "الحقيقة الغائبة" لفرج فودة وكتاب "الحقيقة والوهم في الحركة الإسلامية المعاصرة" عام 1988، بالإضافة إلى كتاب "تحديث العقل السياسي الإسلامي" للدكتور محمد رضا محرم. دور النشر، بما فيها دار سينا، أدركت أهمية مواجهة هذا الخطاب المتطرف، ومن هنا انطلقت فكرة تأسيس الدار.

## دار سينا للنشر
أسست راوية عبد العظيم في نهاية الثمانينات رفقة ثلة من الكتاب والمثقفين على غرار، زينب محمود الخضيري، رمسيس عوض، سلوى بكر، حياة الرايس، نوال السعداوي، سناء المصري، فوزية رشيد، وغيرهم دار سينا للنشر، والتي، كانت منبرًا للكتّاب والمفكرين الذين سعوا لنشر الأفكار التنويرية والثقافية المتنوعة في مصر، وتميزت بجرأتها آنذاك في نشر الكتب التي تناولت القضايا الاجتماعية والسياسية والدينية بشكل مثير للجدل، وكانت تسعى لتوسيع آفاق الفكر وتعميق النقاش حول القضايا المهمة التي تواجه المجتمع المصري والعربي بشكل عام، وكان أهم منشورات الدار:
*الحقيقة الغائبة" لفرج فودة.
*المرأة الجديدة لقاسم أمين.
*النبي ابراهيم والتاريخ المجهول لسيد القمني.
*الإمام الشافعي وتأسيس الإيديولوجية الوسطية لنصر حامد أبو زيد.
*الحزب الهاشمي وتأسيس الدولة الإسلامية لسيد القمني
* الالحاد في الغرب لرمسيس عوض.
*الجذور التاريخية للشريعة الإسلامية لخليل عبد الكريم.

## وفاتها
توفيت راوية عبد العظيم يوم 20 مايو 2021 عن عمر يناهز 71 سنة.